# Burgazada
Burgazada (Grieks: Αντιγόνη) is een van de negen Turkse Prinseneilanden, gelegen voor de kust van Istanbul, in de Zee van Marmara. Bestuurlijk gezien behoort het eiland tot het district Adalar in de provincie Istanbul. Bayraktepe is met 170 meter het hoogste punt van het eiland.
Het eiland heeft zijn Griekse naam Antigoni te danken aan Demetrios Poliorketes, een van de diadochen, die een fort liet bouwen en vernoemde naar zijn vader Antigonos I Monophthalmos.
Burgazada · 
Büyükada ·
Heybeliada · 
Kaşıkadası · 
Kınalıada · 
Sedef Adası · 
Sivriada · 
Tavşanadası · 
Yassıada